# Ulanowice
Ulanowice – wieś w Polsce położona w województwie opolskim, w powiecie nyskim, w gminie Otmuchów.
W latach 1975–1998 miejscowość administracyjnie należała do ówczesnego województwa opolskiego.

## Nazwa
W księdze łacińskiej Liber fundationis episcopatus Vratislaviensis (pol. Księga uposażeń biskupstwa wrocławskiego) spisanej za czasów biskupa Henryka z Wierzbna w latach 1295–1305 miejscowość wymieniona jest w zlatynizowanej formie Ylyanovitz w szeregu wsi lokowanych na prawie polskim iure polonico.

## Historia
Od końca XVIII w. wieś posiadała pieczęć gminną, na której wizerunku przedstawiono wiatrak o czterech skrzydłach na murawie.

## Zabytki
Do wojewódzkiego rejestru zabytków wpisane są:
- zespół pałacowy, z XVI-XVIII w., XIX w.:
  - Pałac w Ulanowicach zbudowano na przełomie XVI i XVII w. w stylu renesansowym, ale przebudowano go około połowy XVIII w. w stylu późnobarokowym. Fasada sześcioosiowa, z asymetrycznym głównym wejściem do budynku z kamiennym portalem. Narożniki są akcentowane lizenami, część otworów okiennych w prostokątnych obramieniach uszatych wykonanych w tynku, w elewacji tylnej okna z renesansowymi kamiennymi obramieniami sfazowanymi od 1/3 wysokości. Większość pomieszczeń nakryta płaskimi stropami z sufitami z fasetą i plafonami, w dwóch zachowane sklepienia: klasztorne z lunetami i kolebkowe z lunetami. W sieni znajdowały się dwa kamienne, renesansowe portale. Dwór obecnie stanowi własność prywatną
  - park pałacowy w typie krajobrazowym
- kaplica w stylu klasycystycznym z około 1800 r. Zbudowana na skraju parku, na planie prostokąta, kryta dachem dwuspadowym z ośmioboczną sygnaturką. Kaplica jest murowana, otynkowana, z portykiem kolumnowym złożonym z czterech kolumn w typie doryckim, podtrzymujących trójkątny szczyt.

## Turystyka
15 lipca 2010, w ramach organizowanego w Prudniku VI Europejskiego Tygodnia Turystyki Rowerowej, w którym wzięli udział rowerzyści z całej Europy, przez Ulanowice prowadziła trasa „Szlakiem błogosławionej Marii Luizy Merkert”.

## Galeria

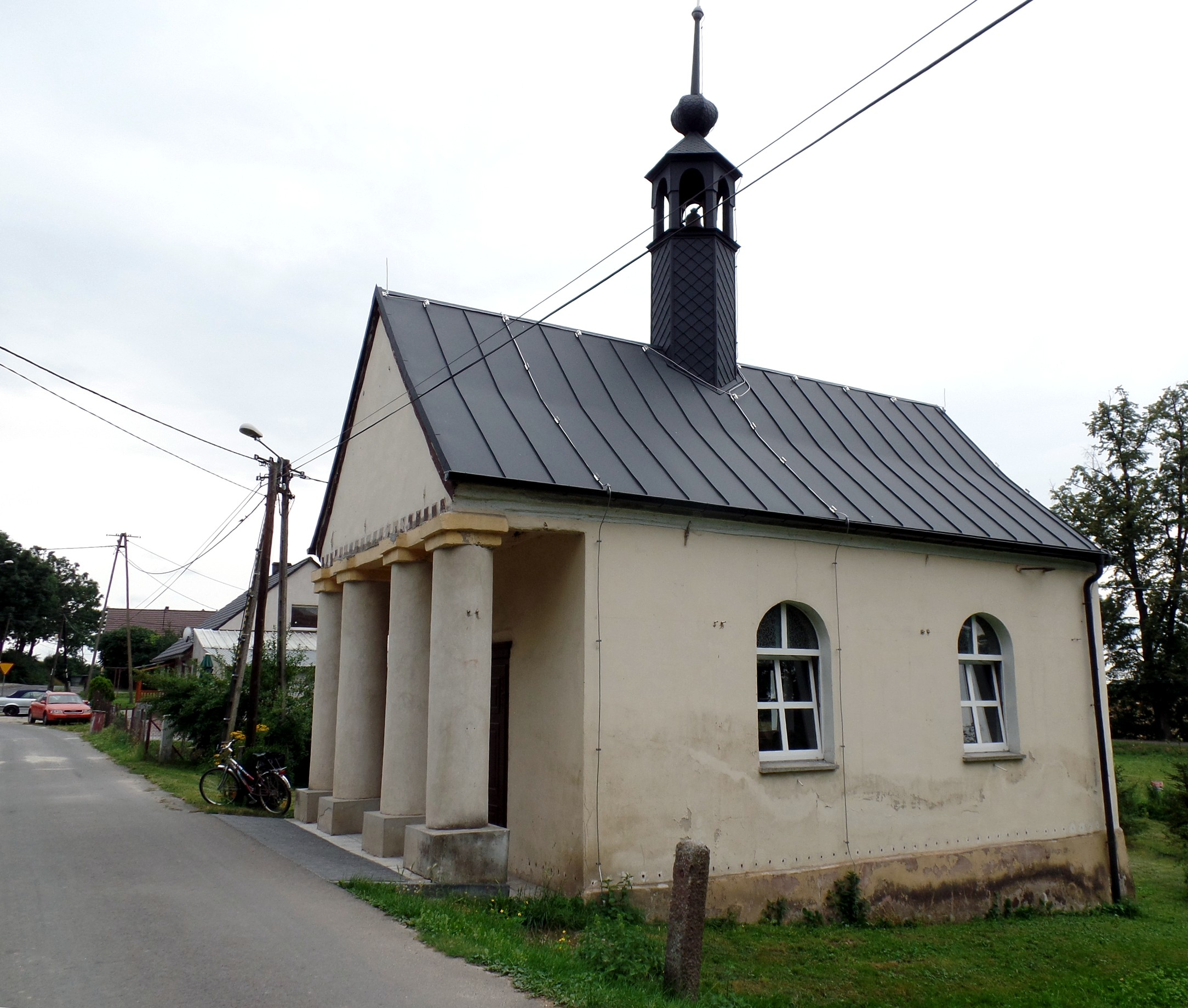
Kaplica w Ulanowicach.